# Момино (Тырговиштская область)
Момино (болг. Момино) — село в Болгарии. Находится в Тырговиштской области, входит в общину Тырговиште. Население составляет 302 человека (2022).

## Политическая ситуация
В местном кметстве Момино, в состав которого входит Момино, должность кмета (старосты) исполняет Александр  Кирилов Стойнев (коалиция в составе 2 партий: Федерация Активного Гражданского Общества (ФАГО), политический клуб «Экогласность») по результатам выборов правления кметства.
Кмет (мэр) общины Тырговиште — Красимир Митев Мирев (инициативный комитет) по результатам выборов в правление общины.